# American Town
"American Town" é uma canção gravada pelo cantor e compositor inglês Ed Sheeran. Foi lançada pela editora discográfica Gingerbread Man a 29 de Setembro de 2023 como o único single do sétimo álbum de estúdio de Sheeran, Autumn Variations, também lançado no mesmo dia. Sheeran co-compôs o tema com o produtor Aaron Dessner.
"American Town" foi descrita como uma "sequência de fato" do single "Galway Girl" (2017). Em "American Town", Sheeran canta sobre se apaixonar por uma "rapariga inglesa" em uma cidade norte-americana e os dois recebendo "comida chinesa em caixinhas brancas, viver uma vida que vimos em Friends." A música também contém vocais cantados em rap de Sheeran e letras sobre caminhar no frio com macacão.

## Desempenho nas tabelas musicais
| País — Tabela musical (2023-24)                             | Posição de pico |
| ----------------------------------------------------------- | --------------- |
| Austrália — Top 100 Singles (ARIA Charts)                   | 86              |
| Bélgica (Flandres) — Top 50 Singles (Ultratop)              | 15              |
| Croácia — Airplay Radio Chart (Hrvatska Radiotelevizija)    | 26              |
| República Checa — Rádio Top 100 (FIIF)                      | 65              |
| Mundo — Global 200 (Billboard)                              | 139             |
| Islândia — Tónlistinn (Plötutíðindi)                        | 39              |
| Irlanda — Singles Top 50 (IRMA)                             | 46              |
| Japão — Hot Overseas (Billboard Japan)                      | 16              |
| Letónia — Mūzikas Patēriņa Tops (EHR)                       | 9               |
| Países Baixos — Stichting Nederlandse Top 40                | 32              |
| Países Baixos — Single Top 100 (MegaCharts)                 | 77              |
| Nova Zelândia — Hot Singles (RMNZ)                          | 2               |
| Eslováquia — Rádio Top 100 (FIIF)                           | 2               |
| Coreia do Sul — Download Chart (Circle)                     | 141             |
| Suécia — Singles Top 100 (Sverigetopplistan)                | 24              |
| Suíça — Top Singles Top 75 (Schweizer Hitparade)            | 43              |
| Reino Unido — Singles Top 100 (OCC)                         | 27              |
| Reino Unido — Independent Singles Top 50 (OCC)              | 7               |
| Estados Unidos — Bubbling Under Hot 100 Singles (Billboard) | 10              |